# Jordan Pepper
Jordan Lee Pepper (Edenvale, 31 juli 1996) is een Zuid-Afrikaans autocoureur. Zijn vader Iain en zus Tasmin zijn eveneens autocoureurs.

## Carrière

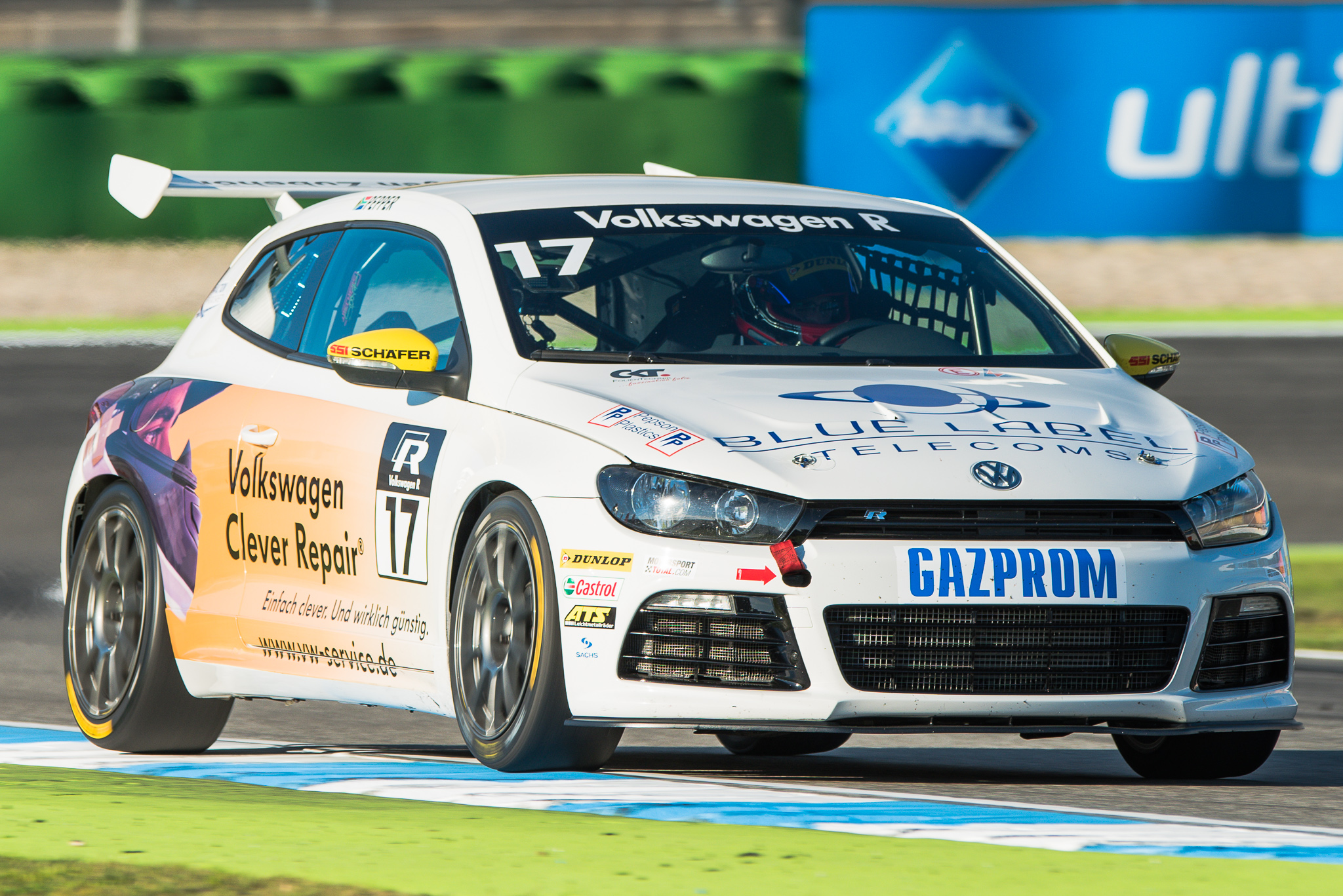
Jordan Pepper op de Hockenheimring Baden-Württemberg in 2014.

Pepper begon zijn autosportcarrière in het karting in 2000, waar hij tot 2011 actief bleef. In 2012 stapte hij over naar de Zuid-Afrikaanse Volkswagen Cup, waar hij het rookieklassement won en als derde in het hoofdkampioenschap eindigde. In 2013 en 2014 kwam hij uit in de Duitse Volkswagen Scirocco R-Cup. In zijn eerste seizoen werd hij derde met een zege op de Nürburgring, voordat hij in zijn tweede jaar met zes overwinningen kampioen werd.
In 2015 en 2016 reed Pepper in de ADAC GT Masters voor Abt Sportsline. In 2015 deelde hij de auto met Nicki Thiim en won hij de seizoensfinale op de Hockenheimring Baden-Württemberg, waardoor hij twaalfde in de eindstand werd. In 2016 reed hij in de eerste drie weekenden samen met Andreas Weishaupt, voordat hij in de laatste vier ronden de teamgenoot van Daniel Abt werd. Met een podiumplaats op de Red Bull Ring eindigde hij op plaats 22 in het eindklassement.
In 2017 reed Pepper in de 24 uur van Spa-Francorchamps en de 24 uur van de Nürburgring, maar haalde in geen van beide races de finish. In 2018 nam hij deel aan races van de Blancpain GT Series Endurance Cup en de Intercontinental GT Challenge voor het team M-Sport, de Blancpain GT Series Asia voor Phoenix Racing en de Porsche Carrera Cup Asia voor Kamlung Racing. Enkel in het eerste kampioenschap behaalde hij een podiumfinish op het Circuit Paul Ricard.
In 2019 reed Pepper volledige seizoenen in zowel de Blancpain GT Series Endurance Cup als de Intercontinental GT Challenge voor M-Sport als teamgenoot van Jules Gounon en Steven Kane. In de Endurance Cup won hij de race op Paul Ricard en stond hij ook op het Circuit de Barcelona-Catalunya op het podium, waardoor hij vierde in het klassement werd. In de GT Challenge was een zevende plaats op het Mount Panorama Circuit zijn beste resultaat en eindigde hij op plaats 25 in het kampioenschap.
In 2020 keerde Pepper terug in de ADAC GT Masters, waarin hij samen met Constantin Schöll voor T3-HRT-Motorsport reed. Hij kwam niet verder dan een tiende plaats op de Lausitzring en eindigde op plaats 38 in het klassement. In de Endurance Cup, dit seizoen hernoemd naar de GT World Challenge Europe Endurance Cup, reed hij samen met Andy Soucek en Álvaro Parente voor K-PAX Racing. Een zesde positie op de Nürburgring was zijn beste race-uitslag en hij werd zestiende in de eindstand. In de GT Challenge reed hij samen met Gounon en Maxime Soulet en won hij de seizoensopener op Bathurst, waardoor hij zevende in het kampioenschap werd.
In 2021 concentreerde Pepper zich voornamelijk op de GT World Challenge America, waar hij met Andrea Caldarelli voor K-PAX reed. Hij won negen van de dertien races en stond hiernaast nog twee keer op het podium, waardoor hij overtuigend kampioen in de Pro-klasse werd. In 2022 keerde hij terug om zijn titel te verdedigen. Na het eerste weekend op de Sonoma Raceway, waarin hij beide races won, stapte hij binnen K-PAX over naar de andere auto van het team, waar hij Misha Goikhberg als teamgenoot kreeg. Alhoewel hij in de rest van het seizoen niet meer wist te winnen, werd hij wel achter Caldarelli tweede in de eindstand. Ook reed hij voor Inception Racing with Optimum Motorsport in vijf races van het IMSA SportsCar Championship, waar hij op Watkins Glen International en in de Petit Le Mans op het podium eindigde.

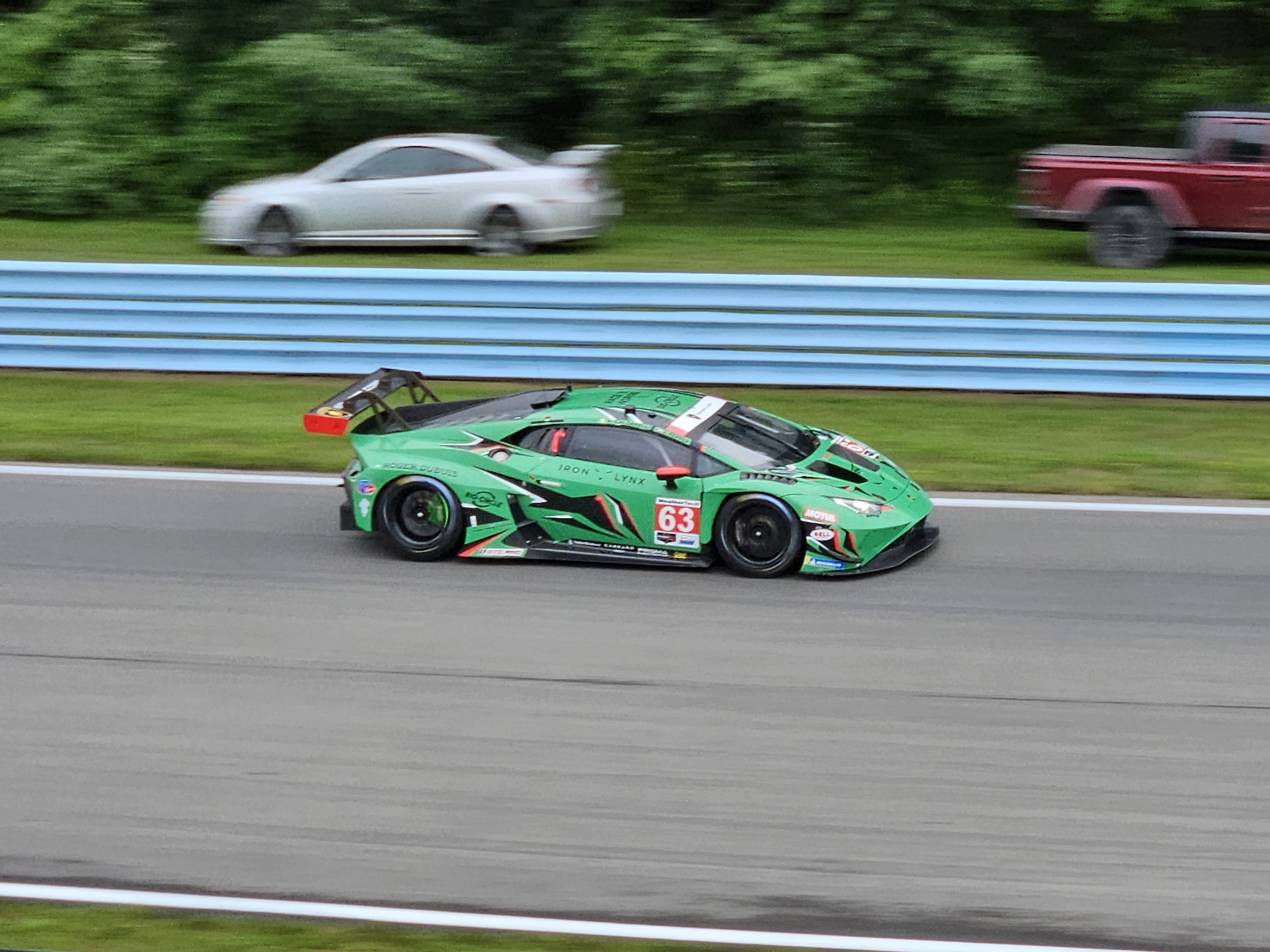
Jordan Pepper op Watkins Glen International in 2023.

In 2023 keerde Pepper terug in de GT World Challenge Europe Endurance Cup, waar hij als fabriekscoureur van Lamborghini uitkwam voor het team Iron Lynx als teamgenoot van Caldarelli en Mirko Bortolotti. Met een podiumfinish in de seizoensopener op het Autodromo Nazionale Monza werd hij veertiende in de eindstand. Ook reed hij, samen met Franck Perera, voor het team van Vicenzo Sospiri in de eerste drie weekenden van de GT World Challenge Europe Sprint Cup, waarin een zesde plaats in de seizoensopener op Brands Hatch zijn beste race-uitslag was.
In 2024 reed Pepper in de langeafstandsraces van de IMSA SportsCar Challenge Iron Lynx, waar hij in de 12 uur van Sebring een podiumplaats behaalde. Ook reed hij samen met Perera en Marco Mapelli voor het GRT Grasser Racing Team vanaf de tweede race - de 24 uur van Spa-Francorchamps - in de Endurance Cup als vervanger van Christian Engelhart en won hij de race op de Nürburgring. Tijdens de 24 uur van Le Mans trad hij op als reservecoureur van Lamborghini Iron Lynx. Tevens maakte hij dat jaar zijn debuut in de DTM bij GRT als vervanger van Perera op de Sachsenring.